# Pelzelnstar
Der Pelzelnstar (Aplonis pelzelni), auch als Pohnpei-Singstar bezeichnet, ist ein extrem seltener oder bereits ausgestorbener Vogel aus der Familie der Stare. Er ist (oder war) endemisch auf der Insel Pohnpei (Föderierte Staaten von Mikronesien) im Pazifik, wo er von den Insulanern sie genannt wurde. Benannt wurde er nach dem österreichischen Ornithologen August von Pelzeln (1825–1891).

## Beschreibung
Der Pelzelnstar erreichte eine Größe von 19 Zentimeter. Er war allgemein dunkel mit einer rußig braunen Oberseite. Der Kopf war dunkler und wies eine schwarze Stirn und schwarze Zügel auf. Die Flügel, der Bürzel, die Oberschwanzdecken und der Schwanz waren heller und zeigten eine stärkere Braunfärbung als der Kopf. Die Unterseite war olivbraun verwaschen. Der Schnabel und die Füße waren schwarz. Die Iris war braun. Die Jungvögel ähnelten den Elterntieren, ihr Gefieder zeigte jedoch insbesondere an der Unterseite ein helleres Braun. Sein Ruf bestand aus einem glockenhellen, schrillen see-ay.

## Lebensraum
Der Pelzelnstar kam in dunklen feuchten Bergwäldern oberhalb von 425 Meter über NN vor, jedoch wurde er auch in Plantagen und in niedrigeren Höhenlagen beobachtet. Das letzte Exemplar wurde in einer Höhe von 750 Meter über NN erlegt.

## Lebensweise und Nahrung
Er war ein Standvogel und verteidigte meist paarweise ein Revier. Er ging tagsüber auf Nahrungssuche. Seine Nahrung bestand aus den Blüten, Beeren und Samen von immergrünen Sträuchern und Bäumen sowie aus Insekten und Maden. Berichte, dass er sein Nest in Baumhöhlen gebaut hat, sind nie bestätigt worden.

## Gefährdungsgeschichte
Der Pelzelnstar wurde vom polnischen Ethnologen Johann Stanislaus Kubary (1846–1896) entdeckt und 1876 vom deutschen Ornithologen Otto Finsch beschrieben. Der Holotypus, der einige Zeit im Museum Godeffroy in Hamburg aufbewahrt wurde, befindet sich heute im Museum Naturalis in Leiden. Anfang der 1930er Jahre scheint dieser Vogel noch ziemlich häufig gewesen zu sein. 60 Exemplare wurden während der Whitney South Sea Expedition unter der Leitung von William Coultas in den Jahren 1930 und 1931 auf Pohnpei geschossen und befinden sich heute im American Museum of Natural History. 1948 erlegte der Ornithologe Lawrence P. Richards ein weiteres Exemplar und übersandte es dem Bishop Museum in Honolulu, Hawaii. 1956 war der Ornithologe Joe T. Marshall der vorerst letzte westliche Wissenschaftler, der diesen Vogel fangen konnte. Marshall fand zwei Exemplare und übersandte die Bälge dem Smithsonian Institution in Washington, D. C. Danach war diese Art verschollen. 1973 oder 1974 wurde angeblich ein Paar am Nantolemal Point beobachtet und nachdem in den 1970er Jahren immer wieder unbestätigte Berichte von den Inselbewohnern auftauchten, gab es 1976, 1977 und 1983 Suchexpeditionen, die allerdings keinen Erfolg brachten. 1990 wurde er von der IUCN als ausgestorben eingestuft, bis der Ornithologe William T. Buden am 4. Juli 1995 ein Weibchen erwarb, das 1994 von einem einheimischen Führer während einer herpetologischen Expedition geschossen wurde. Dies ist bis heute der letzte Nachweis der Art.
Die Gründe für ihr Verschwinden sind unbekannt. Konkurrenz mit anderen Vogelarten und die Vogeljagd haben sicherlich eine wichtige Rolle gespielt und wie bei vielen anderen Inselarten gab es auch auf Pohnpei starke Nestplünderungen durch Ratten. Auch wenn zwischen 1975 und 1995 37 % des Hochlandwaldes gerodet wurden, so ist doch ein großer Teil ihres Lebensraumes unberührt geblieben.